# الشنة (كعيدنة)

تعديل مصدري - تعديل

الشنة هي إحدى قرى عزلة الثلث بمديرية كعيدنة التابعة لمحافظة حجة، تمتاز بزراعه البن والفواكه   بلغ تعداد سكانها 864 نسمة حسب تعداد اليمن لعام 2004.